# Geräte- und Löschgruppenfahrzeug

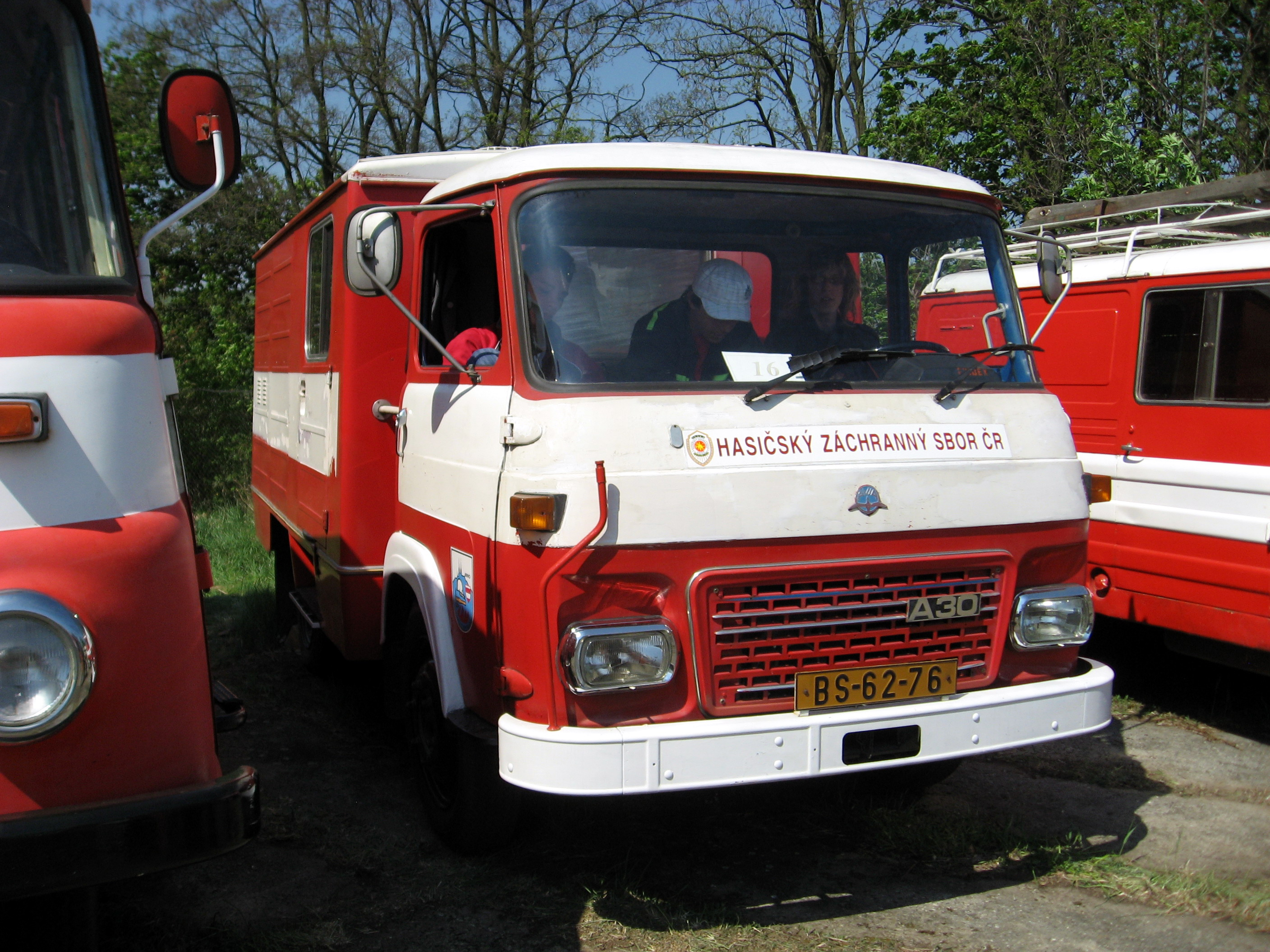
Avia 30

Das Geräte- und Löschgruppenfahrzeug (tschechisch kurz: DA 12) basiert auf dem Fahrgestell des Avia 30 und des Avia 31 des tschechoslowakischen Fahrzeugherstellers Avia. Vorrangig wurde es bei den Freiwilligen Feuerwehren eingesetzt. Ausgestattet war es mit einer Tragkraftspritze, Feuerwehrschläuchen und Geräten zur Brandbekämpfung. Die Besatzung, bestehend aus einer Gruppe (1/8), befand sich bei der Fahrt in der vorderen Kabine sowie in dem hinteren Mannschaftsraum.

## Quelle
- Wolfgang Jendsch: Osteuropäische Feuerwehrfahrzeuge. Motorbuch Verlag, 2011, ISBN 978-3-613-03353-5